# Ornella Vanoni
Ornella Vanoni (ur. 22 września 1934 w Mediolanie) – włoska piosenkarka i aktorka, jedna z najbardziej znaczących postaci we włoskiej muzyce rozrywkowej. W jej stylu wykonawczym zawarte są rozmaite gatunki muzyczne, począwszy od specyficznego dla północnych Włoch folkloru miejskiego (tzw. canzoni della mala) po bossa novę i jazz. Zwyciężczyni Festiwalu Piosenki Neapolitańskiej w 1964 roku z piosenką „Tu si 'na cosa grande”, wykonaną w parze z Domenikiem Modugno. 8 razy uczestniczyła w Festiwalu Piosenki Włoskiej w San Remo odnosząc największy sukces w 1968 roku (2. miejsce).

## Życiorys

### Lata 50.
Ornella Vanoni urodziła się jako córka producenta lekarstw. Uczęszczała do szkoły prowadzonej przez siostry urszulanki, a później do różnych college'ów w Szwajcarii, Francji i Brytanii mając zamiar zostać kosmetyczką. Po powrocie do Włoch wstąpiła w 1953 roku do szkoły teatralnej przy Piccolo Teatro di Milano; dyrektorem szkoły był Giorgio Strehler. W sezonie 1956–1957 Vanoni zadebiutowała jako aktorka teatralna w sztuce I Giacobini, Federico Zardiego. Jednocześnie Strehler był tym, który zachęcił młodą adeptkę teatru do śpiewania. Wczesny repertuar Vanoni tworzyły songi Brechta a także piosenki w stylu mediolańskiego folkloru miejskiego, tzw. „canzoni della mala vita” (pol. „pieśni o odwrotnej stronie życia”), które Strehler pisał dla niej razem z Fiorenzo Carpim, Gino Negrim i Dario Fo. W 1959 roku Vanoni wystąpiła na festiwalu Festival dei Due Mondi, w Spoleto. Piosenki z tamtego okresu, w tym: „Ma mi” z 1959 roku (najbardziej znana), „Hanno ammazzato il Mario”, „La zolfara” przyniosły jej pewną popularność, ale też wzbudziły ostracyzm, ponieważ ich tematyką była  przestępczość. Piosenki te wydawane po 1958 roku na EP-kach (Le canzoni della malavita, Le canzoni della malavita 2) oraz na singlach.

### Lata 60.

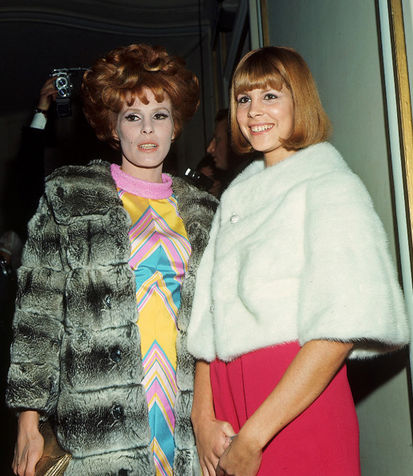
Ornella Vanoni i Marisa Sannia, zdobywczynie 2. miejsca na Festiwalu Piosenki Włoskiej w San Remo 1968

W owym czasie muzyka rozrywkowa przeżywała swój boom we Włoszech; powstawała włoska piosenka autorska. W 1960 roku Vanoni spotkała Gino Paolego. Zaowocowało to ich bliższą znajomością, a także współpracą artystyczną. Ich pierwszym wspólnie nagranym singlem był „Me in tutto il mondo”/„Però ti voglio bene” z 1961 roku. Jednak pierwszy sukces przyszedł z piosenką „Senza fine”. Na drugiej stronie singla z nią znalazła się piosenka „Se qualcuno ti dirà” z Luigim Tenco grającym na saksofonie. W roku 1961 miały też miejsce inne istotne wydarzenia w karierze artystki. Zadebiutowała w konkursie Canzonissima z piosenką „Cercami”, oraz wydała swój debiutancki album, zatytułowany własnym imieniem i nazwiskiem. Na jego pierwszej stronie znalazły się piosenki spod znaku malavita, a na drugiej – piosenki o miłości. W tym samym roku zdobyła nagrodę S. Genesio jako najlepsza aktorka w sztuce L'idiota Marcela Acharda oraz wyszła za mąż za impresario teatralnego Lucio Ardenziego; rok później urodził im się syn, Cristiano. W najbliższych latach artystka dzieliła życie zawodowe pomiędzy teatr a estradę. W 1963 roku zdobyła po raz kolejny nagrodę S. Genesio za udział w sztuce La fidanzata del bersagliere Edoardo Antona. W tym samym roku wystąpiła w komedii muzycznej Rugantino spółki Pietro Garinei i Sandro Giovannini.
W 1964 roku wygrała Festiwal Piosenki Neapolitańskiej z piosenką „Tu si 'na cosa grande”, zaśpiewaną w parze z Domenikiem Modugno. W 1966 roku wzięła udział programie Studio Uno, który otworzył jej drzwi do występów w telewizji, gdzie była gwiazdą aż do lat 70. W 1967 roku wystąpiła na Festiwalu Piosenki Włoskiej w San Remo prezentując piosenkę „La musica è finita” (autorzy: Nisa, Califano, Bindi). W 1968 roku ponownie uczestniczyła w Festiwalu w San Remo zajmując drugie miejsce z piosenką „Casa Bianca” Don Backy’ego. Inne jej znane piosenki z tego okresu to: „Una ragione di più”, „Domani è un altro giorno”, „Tristezza”, „Mi sono innamorata di te”, „L'appuntamento”, „Dettagli”.
Dekadę lat 60. zamknęła wydaniem albumów: Ai miei amici cantautori oraz jego drugiej części, Io sì - Ai miei amici cantautori vol.2. Znalazły się na nich najwybitniejsze przykłady piosenki autorskiej, zarówno włoskiej (Modugno, Bindi, Lauzi, Paoli, Tenco, Endrigo) jak i zagranicznej (Aznavour, Bécaud, Brel, Gilberto, The Beatles, Carmichael).

### Lata 70.

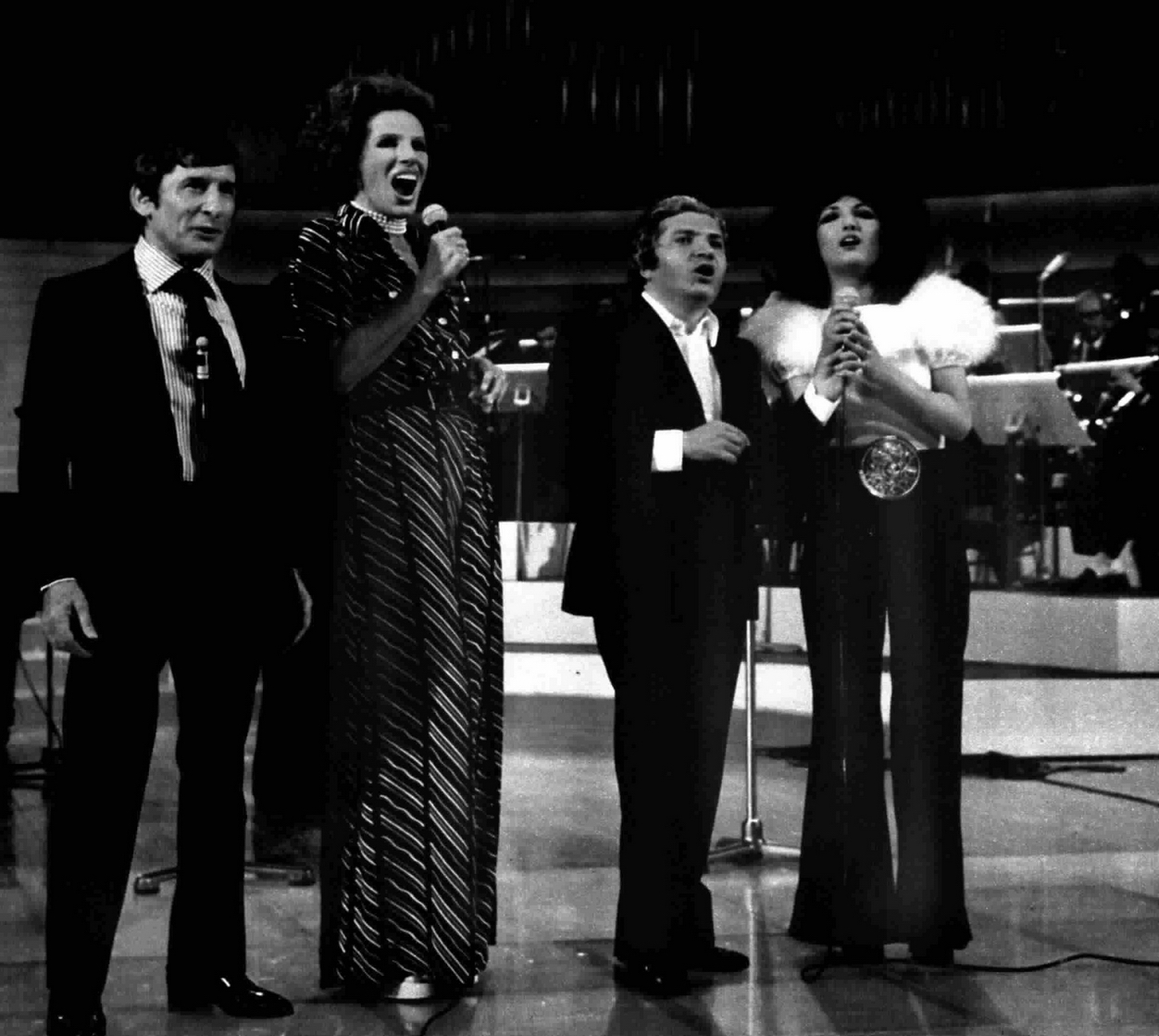
Renato Rascel, Ornella Vanoni, Bruno Lauzi i Marcella Bella jako goście telewizyjnego show Senza rete (Neapol, 1972)

W 1971 roku Vanoni wydała pierwszy album koncertowy, Ah! L'amore l'amore, quante cose fa fare l'amore!, zawierający jej recital, zarejestrowany w lutym w Teatro Lirico w Mediolanie. W tym samym roku dała serię koncertów, w tym w paryskiej Olympii.
Wydany w marcu 1972 roku album Un gioco senza età zawierał szereg kompozycji obcych autorów w tym: „Un gioco senza età” (w oryginale „White Mountain” zespołu Genesis), „Natale ciao” („First Of May” autorstwa Robina, Barry’ego i Maurice’a Gibbów), „Il Ponte” („Bridge Over Troubled Water” Paula Simona) oraz „Immagina Che...” („Imagine” Johna Lennona).
W 1973 roku założyła własną wytwórnię fonograficzną, la Vanilla i przeniosła się do Rzymu. Rozpoczęła owocną, długoletnią współpracę z autorem tekstów Sergio Bardottim.
W 1976 roku zainteresowała się muzyką brazylijską a zwłaszcza bossa novą. Rezultatem jej nowych poszukiwań był album La voglia, la pazzia, l'incoscienza e l'allegria, nagrany wspólnie z czołowymi muzykami brazylijskimi, Viniciusem de Moraes i Toquinho. Autorem włoskich tekstów oraz producentem albumu był Bardotti.
W 1977 roku dokonała kolejnego zwrotu nawiązując współpracę z rockowym zespołem New Trolls i odbywając z nim tournée, udokumentowane albumem Io dentro, io fuori. W roku 1978 zamieszkała (na 5 lat) w rodzinnym Mediolanie. W 1979 roku ukazał się pierwszy album z serii Oggi le canto così, składającej się z czterech płyt, wydanych w latach 1979–82, na których Vanoni ponownie wykonała niektóre ze swoich wcześniejszych piosenek w nowych wersjach. Powróciła do telewizji uczestnicząc razem z sycylijskim komikiem Pinem Caruso w programie Due come noi. Wystąpiła również wraz z Ugo Tognazzim w wyreżyserowanym przez niego filmie I viaggio della sera.

### Lata 80.
W 1980 roku podpisała kontrakt z wytwórnią CGD nagrywając dla niej pod kierunkiem Bardottiego trzy znaczące albumy Ricetta di donna (1980), Duemilatrecentouno parole (1981) i Uomini (1983). W 1981 otrzymała nagrodę Premio Tenco. Nawiązała współpracę z innymi artystami (Loredana Bertè, Caterina Caselli, Gerry Mulligan, Lucio Dalla), odnowiła również starą znajomość z Gino Paolim, z którym w 1984 odbyła wspólne tournée udokumentowane albumem Insieme. Znalazła też czas na teatr występując w 1985 roku w sztuce Commedia d'amore Bernarda Slade’a.
W 1986 Vanoni i Bardotti podjęli się ambitnego zadania, postanawiając rozpropagować szerzej piosenkę włoską, która przeżywała wtedy głęboki kryzys: wywiesili narodową flagę na Manhattanie, pod którą Vanoni zaśpiewała włoskie przeboje przy akompaniamencie sław światowego jazzu.
Wydała następnie album Ornella e... nagrany z takimi muzykami jak: George Benson, Herbie Hancock, Steve Gadd, Gil Evans, Michael Brecker i Ron Carter.
W 1989 roku powróciła na Festiwal Piosenki Włoskiej w San Remo z piosenką „Io come farò”, skomponowaną przez Paolego. Dekadę lat 80. zamknęła albumem Il giro del mio mondo, wydanym w tym samym roku.

### Lata 90.
W latach 90. nawiązała współpracę z kompozytorem i producentem Mario Lavezzim, który przyczynił się do wypracowania jej nowego stylu. Lavezzi napisał piosenkę „Insieme a te” z albumu Quante Storie (1990) oraz wyprodukował jej następny album, Stella Nascente (1992); był również autorem muzyki do tytułowego singla. Sama Vanoni napisała teksty do 5 piosenek albumu, który zdobył certyfikat złotej płyty. Lavezzi wyprodukował również kolejny album Vanoni, Sheherazade (1995). Jego tytuł nawiązywał do Szeherezady, bohaterki Księgi tysiąca i jednej nocy. W notatce na okładce albumu Vanoni nazwała Szeherezadę „najwspanialszym archetypem kobiety”. Była autorką tekstów 8 piosenek.
W 1997 roku nagrała z Paolo Fresu kolejną płytę Argilla, na której wykonała w konwencji jazzowej kilka znanych międzynarodowych przebojów, czasami tłumaczonych na język włoski.
Dekadę lat 90. zamknęła występem (w duecie z Enzo Gragnaniello) na Festiwalu Piosenki Włoskiej w San Remo w 1999 roku. Wykonana przez nich piosenka „Alberi” zajęła czwarte miejsce w kategorii Mistrzowie (Campioni). Vanoni była także pierwszą piosenkarką, która otrzymała wówczas nagrodę Teatru Ariston za całokształt twórczości.

### Lata 2000.

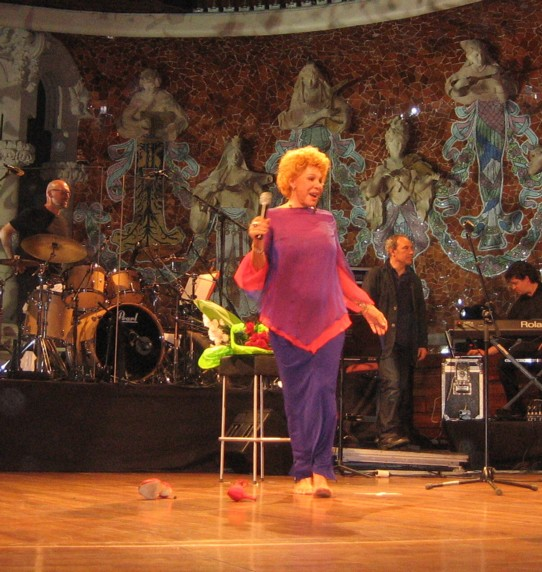
Ornella Vanoni w Barcelonie (2008)

W 2000 roku Vanoni nawiązała współpracę z zespołem Delta V. W 2001 roku nagrała dwa albumy z coverami wyprodukowane przez Mario Lavezziego, na których przedstawiła w nowoczesnej aranżacji niektóre znane włoskie przeboje lat sześćdziesiątych i siedemdziesiątych: Un panino una birra e poi... oraz E poi... la tua bocca da baciare. W 2002 roku ukazała się także płyta Sogni proibiti, poświęcona najbardziej znanym piosenkom Burta Bacharacha, z tekstami przetłumaczonymi na język włoski, będąca wyrazem hołdu artystki dla amerykańskiego kompozytora.
W 2004 roku Paoli i Vanoni postanowili uczcić swoje siedemdziesiąte urodziny dając 23 września (dzień urodzin Paolego) wspólny koncert w Audytorium w Rzymie. Tuz po tym koncercie ukazał się ich wspólny album studyjny pod ironicznym tytułem Ti ricordi? No, non mi ricordo (pol. „Pamiętasz? Nie, nie pamiętam”). Złożyło się na niego dwanaście utworów, z których sześć wykonali razem, a sześć pozostałych indywidualnie, po trzy.
28 września 2007 roku ukazał się album Una bellissima ragazza. Był pierwszym od 1995 roku albumem Vanoni z premierowymi piosenkami. Zrealizowany głównie z Mario Lavezzim i Gino Pacifico, zawierał utwory napisane dla niej przez Rona, Pacifico, Grazię Di Michele i Renato Zero. Album powstał po nawróceniu się Vanoni na zielonoświątkowe chrześcijaństwo ewangeliczne i poświęcony został Jezusowi Chrystusowi. Na jego okładce widnieje podziękowanie: „Jezusowi z całego serca, my dwoje wiemy dlaczego”. 17 października 2008 roku ukazała się album Più di me, będący zbiorem jej wielkich przebojów wykonanych w duetach z kolegami z estrady, między innymi z Miną, Erosem Ramazzottim, zespołem Pooh, Jovanottim, Fiorellą Mannoią, Claudio Baglionim, Lucio Dallą, Giannim Morandim i Giusy Ferreri. Następnego dnia, dla uczczenia 50-lecia swojej kariery, artystka zorganizowała koncert na Piazza del Duomo w Mediolanie przed 30-tysięczną publicznością. Album odniósł znaczący sukces komercyjny (sprzedano ponad 200 000 egzemplarzy), uzyskując status podwójnej platyny, a duet z Ramazzottim zajął pierwsze miejsce w rankingu najczęściej pobieranych legalnie utworów.
W 2010 roku Ornella opublikowała książkę Una bellissima ragazza, napisaną wspólnie z Giancarlo Dotto (wydaną przez Mondadori), w której opowiadała o swoim życiu i o ludziach, których kochała i którzy wywarli wpływ na jej życie.
W 2018 roku Vanoni wystąpiła w 68. edycji Festiwalu Piosenki Włoskiej w San Remo wykonując w parze z Bungaro e Pacifico piosenkę „Imparare ad amarsi”.

## Występy na Festiwalu w San Remo
Uczestniczyła 8 razy w Festiwalu Piosenki Włoskiej w San Remo.
- 1965 – „Abbracciami forte”
- 1966 – „Io ti darò di più” (6. miejsce w parze z Oriettą Berti)
- 1967 – „La musica è finita” (4. miejsce w parze z Mario Guarnerą)
- 1968 – „Casa bianca” (2. miejsce w parze z Marisą Sannią)
- 1970 – „Eternità” (4. miejsce w parze z zespołem I Camaleonti)
- 1989 – „Io come farò” (10. miejsce)
- 1999 – „Alberi” (4. miejsce w parze z Enzo Gragnagniello)[13].
- 2018 – „Imparare ad amarsi” (8. miejsce w parze z Bungaro e Pacifico).

## Odznaczenia

Order Zasługi Republiki Włoskiej - klasa II: Wielki Oficer (Grande Ufficiale)

Ornella Vanoni otrzymała Order Zasługi Republiki Włoskiej na wniosek Rady Doradczej premiera Republiki Włoskiej z 2 czerwca 1993.

## Dyskografia

### Albumy
- 1961 - Ornella Vanoni
- 1963 - Le Canzoni di Ornella Vanoni
- 1965 - Caldo
- 1966 - Ornella
- 1967 - Ornella Vanoni
- 1968 - Ai miei amici cantautori
- 1969 - Io sì - Ai miei amici cantautori vol.2
- 1970 - Appuntamento con Ornella Vanoni
- 1971 - Ah! L'amore l'amore, quante cose fa fare l'amore! (live)
- 1972 - Un gioco senza età
- 1972 - Hits (kompilacja)
- 1972 - L'amore (kompilacja)
- 1973 - Dettagli
- 1973 - Ornella Vanoni e altre storie
- 1974 - A un certo punto
- 1974 - La voglia di sognare
- 1974 - Quei giorni insieme a te (kompilacja)
- 1975 - Uomo mio bambino mio
- 1976 - La voglia la pazzia l'incoscienza l'allegria
- 1976 - Amori miei
- 1976 - Più
- 1976 - Màs (wydany na rynku latynoamerykańskim)
- 1977 - Album (wydany na rynku frankofońskim)
- 1977 - Io dentro
- 1977 - Io fuori
- 1978 - Vanoni
- 1979 - Oggi le canto così, vol.1
- 1980 - Oggi le canto così, vol.2
- 1980 - Ricetta di donna
- 1981 - Duemilatrecentouno parole
- 1982 - Licht und schatten (wydany na rynku niemieckim)
- 1982 - Oggi le canto così, vol.3
- 1982 - Oggi le canto così, vol.4
- 1983 - Uomini
- 1985 - Insieme (live)
- 1986 - Ornella &...
- 1987 - O
- 1989 - Il giro del mio mondo
- 1990 - Quante storie
- 1992 - Stella nascente
- 1993 - In più - 17 brani che vi ricanterei volentieri (kompilacja)
- 1995 - Io sono come sono... (kompilacja)
- 1995 - Sheherazade
- 1997 - Argilla
- 1999 - Adesso (live)
- 2001 - Ornella Vanoni live rtsi (live)
- 2001 - E poi...la tua bocca da baciare
- 2001 - Un panino una birra e poi...
- 2002 - Sogni proibiti
- 2003 - Noi, le donne noi
- 2004 - Ti ricordi? No non mi ricordo
- 2005 - VanoniPaoli Live (live)
- 2018 - Un pugno di stelle - 3 CD

### Single (wybór)
- 1959 - „Ma mi...”/„Le mantellate”
- 1961 - „Senza fine”/„e qualcuno ti dirà”
- 1961 - „Cercami”/„Un grido”
- 1963 - „Che cosa c'è”/„La fidanzata del bersagliere”
- 1964 - „Tu sì 'na cosa grande”/„Ammore mio”
- 1965 - „Abbracciami forte”/„Non voglio più”
- 1966 - „Io ti darò di più”/„Splendore nell'erba”
- 1967 - „La musica è finita”/„Un uomo”
- 1967 - „Tristezza”/„Il mio posto qual è”
- 1968 - „Casa Bianca”/„Serafino”
- 1969 - „Una ragione di più”/„Quando arrivi tu”
- 1970 - „Eternità”/„Sto con lui”
- 1970 - „L'appuntamento”/„Uomo, uomo”
- 1971 - „Domani è un altro giorno”/„C'è qualcosa che non sai”
- 1971 - „Il tempo d'impazzire”/„Variante”
- 1972 - „Che barba amore mio”/„Il mio mondo d'amore”
- 1973 - „Dettagli”/„Pazza d'amore”
- 1973 - „Sto male”/„Superfluo”
- 1974 - „Stupidi”/„La gente e me”
- 1974 - „La voglia di sognare”/„Guardo, guardo e guardo”
- 1975 - „Uomo mio, bambino mio”/„Canta canta”
- 1976 - „Più”/„Dimmi almeno se”
- 1977 - „Domani no”/„Ti voglio”
- 1980 - „Innamorarsi”/„Il telefono”

## Filmografia
- 1961 Romolo e Remo
- 1963 Canzoni in bikini
- 1964 Amori pericolosi
- 1979 I viaggiatori della sera
- 2021 7 kobiet i tajemnica[15]